# Liolaemus sanjuanensis
Liolaemus sanjuanensis är en ödleart som beskrevs av  José Miguel Cei 1982. Liolaemus sanjuanensis ingår i släktet Liolaemus och familjen Tropiduridae. Inga underarter finns listade i Catalogue of Life.